# コンスタンディノス・カヴァフィス

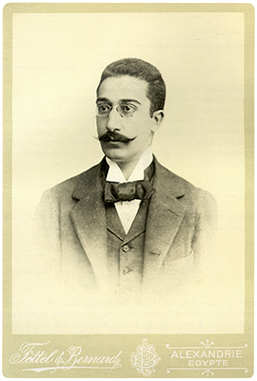
1890年代のカヴァフィス

コンスタンディノス・カヴァフィス（Κωνσταντίνος Π. Καβάφης, 1863年4月29日 - 1933年4月29日）は、ギリシャの詩人。官吏として働きながら書きためた彼の詩は、20世紀における代表的な文学作品の一つであると見なされている。
カヴァフィスはキリスト教や愛国主義、異性愛に対する伝統的な価値観を攻撃する懐疑主義者であったと現在では見なされている。しかし彼自身はこのような立場に対し戸惑いを感じていた。彼は200におよぶ詩作を発表したがそのほとんどは40歳になってからのものである。

## 生涯
カヴァフィスはエジプトのアレクサンドリアで生まれた。父は裕福な貿易商で、宝石商の娘であった母と結婚し9人の子をもうけた。
1872年に父が亡くなった後、家族は一時イギリスのリバプールに移り住んだが、5年後にはアレクサンドリアに戻っている。1882年に同地で暴動がおこると再び家族はエジプトを離れイスタンブールに移住した。
家産が傾いたこともあり、カヴァフィスは1885年にアレクサンドリアに戻ってエジプト政庁の役人として働き、1933年に死去するまでこの地で生活した。
1891年から1904年にかけ、親しい友人たちに自身の詩集を自家製本の形で配布した。没後にカヴァフィスの名が高まるにつれ、その作品は現代ギリシャ文学における最も優れた作品であると評価された。日本語訳（下記参照）も出版された。

## 著作
カヴァフィスの作品はギリシャの文学、歴史上の人物を簡潔だが暗示を含んだ文体で描いている。不確実な未来、官能的な喜び、ホモセクシャル、故郷に対するノスタルジアなどがテーマとなっている。
生前には公には出版されなかったが、1935年になり初めて作品がまとめられた。
- “Ποιήματα” Alexandria, 1935

著名な英訳にRae Dalven 訳、The Complete Poems of Cavafy がある。

### 日本語文献
- 『カヴァフィス全詩集』中井久夫訳、みすず書房、新版1997。第40回読売文学賞研究・翻訳賞を受賞
- 『カヴァフィス全詩』 池澤夏樹訳、書肆山田、2018
  - 新版『カヴァフィス詩集』岩波文庫、2024
- ロバート・リデル『カヴァフィス　詩と生涯』茂木政敏・中井久夫訳、みすず書房、2008